# Dalton (Familienname)
Dalton ist ein englischer Familienname (siehe auch -ton).

## Namensträger

### A
- Abby Dalton (1935–2020), US-amerikanische Schauspielerin
- Alfredo Dalton (1929–1998), argentinischer Tangosänger
- Andy Dalton (Rugbyspieler) (* 1951), neuseeländischer Rugbyspieler
- Andy Dalton (* 1987), US-amerikanischer American-Football-Spieler
- Audrey Dalton (* 1934), irische Schauspielerin

### B
- Brad Dalton (* 1959), australischer Basketballspieler
- Brett Dalton (* 1982), US-amerikanischer Schauspieler
- Britain Dalton (* 2001), ist ein US-amerikanischer Filmschauspieler
- Bryan Dalton (1917–2004), englischer Fußballspieler
- Burt Dalton, Spezialeffektkünstler

### C
- Charles Dalton (1850–1933), kanadischer Politiker
- Christopher Dalton (1946–2016), kanadischer Filmproduzent
- Chuck Dalton (1927–2013), kanadischer Basketballspieler

### D
- Darren Dalton (* 1965), US-amerikanischer Schauspieler
- Dorothy Dalton (Schauspielerin) (1893–1972), US-amerikanische Filmschauspielerin
- Dorothy Dalton (Turnerin) (1922–1973), US-amerikanische Turnerin

### G
- George Dalton (* 1941), englischer Fußballspieler
- Grant Dalton (* 1957), neuseeländischer Segler

### H
- Heidi Dalton (* 1995), südafrikanische Radrennfahrerin
- Hermann Dalton (1833–1913), deutscher evangelischer Theologe
- Hilda Horniblow, verheiratete Hilda Dalton (1886–1950), britische Offizierin
- Hugh Dalton (1887–1962), britischer Politiker und Minister

### J
- Jacob Dalton (* 1991), US-amerikanischer Kunstturner
- James Dalton (Fußballspieler) (1864–??), kanadischer Fußballspieler
- James Dalton (Rugbyspieler) (* 1972), südafrikanischer Rugby-Union-Spieler
- James W. Dalton (1913–1977), US-amerikanischer Ingenieur
- James W. Dalton (1913–1977), US-amerikanischer Ingenieur
- John Dalton (Schriftsteller) (1709–1763), britischer Schriftsteller
- John Dalton (1766–1844), englischer Naturforscher, Chemiker und Lehrer
- John Call Dalton (1825–1889), US-amerikanischer Neuropsychologe und Hochschullehrer
- John Earls Dalton (* 1934), australischer Anthropologe und Hochschullehrer
- John Howard Dalton (* 1941), US-amerikanischer Bankier und Politiker
- John M. Dalton (1900–1972), US-amerikanischer Politiker
- John N. Dalton (1931–1986), US-amerikanischer Politiker
- Joseph Dalton (1915–1984), englischer Fußballspieler

### K
- Karen Dalton (1937–1993), US-amerikanische Folkmusikerin
- Kristen Dalton (Schauspielerin) (* 1973), US-amerikanische Schauspielerin
- Kristen Dalton (Schönheitskönigin) (* 1986), US-amerikanische Schönheitskönigin

### L
- Lacy J. Dalton (* 1948), US-amerikanische Country-Sängerin
- Larry R. Dalton (* 1943), US-amerikanischer Chemiker
- Lezlie Dalton (* 1944), US-amerikanische Fernsehschauspielerin
- Leslie Dalton-Morris (1906–1976), britischer Offizier der Luftstreitkräfte des Vereinigten Königreichs
- Lily Brooks-Dalton (* 1987), US-amerikanische Schriftstellerin
- Lional Dalton (* 1975), US-amerikanischer Footballspieler

### M
- Mark Dalton (* 1964), australischer Basketballspieler
- Matt Dalton (* 1986), kanadisch-südkoreanischer Eishockeytorwart
- Melvin Dalton (1906–1983), US-amerikanischer Hindernisläufer
- Michele Dalton (* 1988), US-amerikanische Fußballtorhüterin

### O
- Ormonde Maddock Dalton (1866–1945), britischer Archäologe und Kurator

### P
- Patrick Joseph Dalton (1909–1969), irischer Ordensgeistlicher, römisch-katholischer Bischof von Yola
- Paul Dalton (* 1967), englischer Fußballspieler
- Phyllis Dalton (1925–2025), britische Kostümbildnerin

### R
- Ray Dalton (* 1990), US-amerikanischer Musiker
- Rebecca Dalton (* 1989), kanadische Schauspielerin
- Reg Dalton (1896–1979), englischer Fußballspieler
- Richard John Dalton (* 1948), britischer Diplomat
- Robin Dalton (1920–2022), australische Literaturagentin, Filmproduzentin, Autorin und Person des öffentlichen Lebens
- Roque Dalton (1935–1975), salvadorianischer Dichter und Journalist
- Russell J. Dalton (* 1948), US-amerikanischer Politikwissenschaftler

### S
- Stephen Dalton (Fotograf) (* 1937), britischer Naturfotograf
- Stephen Dalton (Offizier) (* 1954), britischer Offizier, Vizegouverneur von Jersey
- Stephen Dalton (Kritiker), Film- und Musikkritiker

### T
- Ted Dalton (1882–nach 1909), englischer Fußballspieler
- Thomas E. Dalton (1864–nach 1906), US-amerikanischer Pädagoge und Politiker
- Tim Dalton (* 1965), irischer Fußballspieler
- Timothy Dalton (* 1946), britischer Schauspieler
- Tom Dalton (1897–??), walisischer Fußballspieler
- Tony Dalton (* 1975), mexikanisch-amerikanischer Schauspieler und Drehbuchautor
- Tristram Dalton (1738–1817), US-amerikanischer Politiker

### W
- Walter H. Dalton (* 1949), US-amerikanischer Politiker
- Warwick Dalton (* 1937), neuseeländischer Radrennfahrer
- William Julian Dalton (1881–1941), US-amerikanischer Schauspieler, siehe Julian Eltinge